# クリアビジョン
クリアビジョンとは、日本におけるEDTV（Enhanced Definition Television）方式の愛称である。EDTVは標準解像度のテレビ方式であるSDTV、すなわち日本ではNTSCと上位互換性を持たせて画質を改善したものである。
1989年8月24日に放送開始（2011年7月24日正午で終了）されたクリアビジョンは送信側、受信側でそれぞれ高画質対策を行う日本独自の拡張方式でクリアビジョンで制作された番組を対応テレビ受像機で視聴すると意図した高画質化が実現できる。

## 送信側の高画質化技術
- ゴースト除去信号の付加。
- 適応的エンファシスによる、画面暗部の補償。
- 定輝度化信号処理による、ガンマ補正誤差の解消。
- 順次走査型カメラやハイビジョンカメラなど、テレビカメラの高性能化。

## 受信側の高画質化技術
- ゴースト除去信号を用いたゴースト除去
- フレームメモリーを追加することにより順次走査方式を実現
- 3次元輝度信号/色信号分離（Y/C分離）技術による輝度・色解像度の向上

クリアビジョン非対応テレビでも通常通りの映像を実現できるほか、従来方式で制作した番組でもゴースト除去対応テレビであればゴーストを軽減して視聴することができた。
ゴースト除去機能は比較的高価格帯のテレビ、専用チューナー、S-VHSビデオデッキ（※主にFE〈フライング・イレース〉ヘッドやジョグダイヤルやアフレコ・インサートやBSアナログチューナー内蔵）（※主な機種としては、「HR-X7」「HR-VFG1」共に日本ビクター製。）、HDD/DVDレコーダー、パソコン内蔵チューナーカード等に搭載された。
ゴースト除去用基準信号はアナログテレビが放送終了日まで重畳（放送）された。